# 사랑하니까, 괜찮아
"사랑하니까, 괜찮아"는 2006년에 개봉한 대한민국의 영화이다.

## 캐스팅
- 지현우 : 감민혁 역
- 임정은 : 한미현 역
- 정한용 : 장호 / 민혁 부 역
- 정애리 : 영은 / 민혁 모 역
- 강래연 : 경림 역
- 양주호 : 용구 역
- 박경호 : 현일 역
- 김송희 : 현경 역
- 이수현 : 상준 역
- 우봉식 : 영률 역
- 로켓다이어리 : 인디밴드 역
- 박통일 : 선생님 1 역
- 김황도 : 선생님 2 역
- 고동업 : 점쟁이 역
- 공건부 : 레스토랑 종업원 역
- 오일영 : 떠벌이 행상 역
- 백현우 : 디카 소년 역
- 조문희 : 의사 역
- 최성웅 : 자전거가게 주인 역
- 김진일 : 포장마차 주인 역
- 신연철 : 악기점 주인 역
- 이승경 : 아카펠라 학생 1 역
- 이택진 : 아카펠라 학생 2 역
- 김영선 : 아카펠라 학생 3 역
- 이승호 : 별마루 천문대 강사 역
- 독고영재 : 남균 역 (특별출연)